# Graeme McDowell

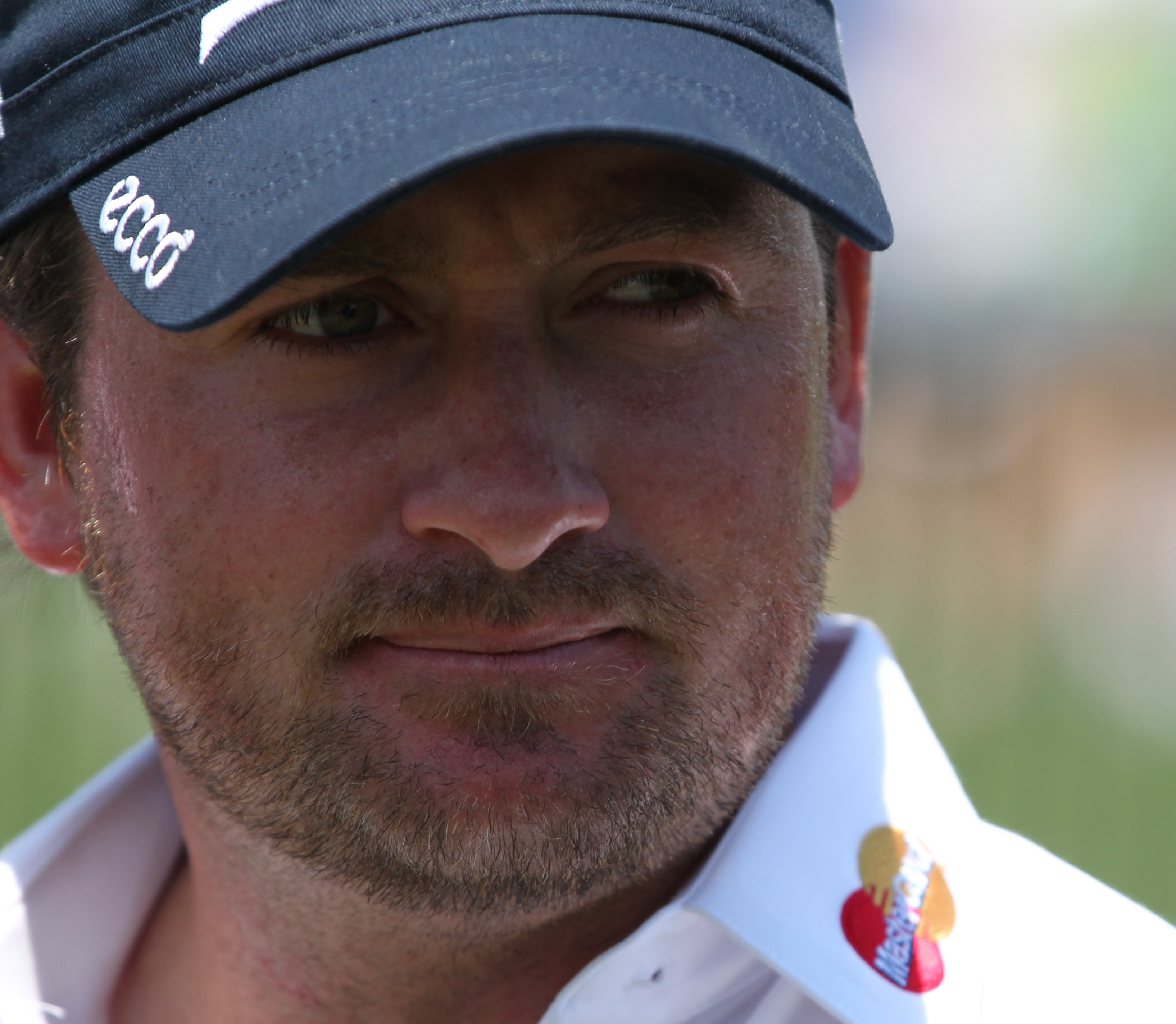
Graeme McDowell fotografiado en 2011

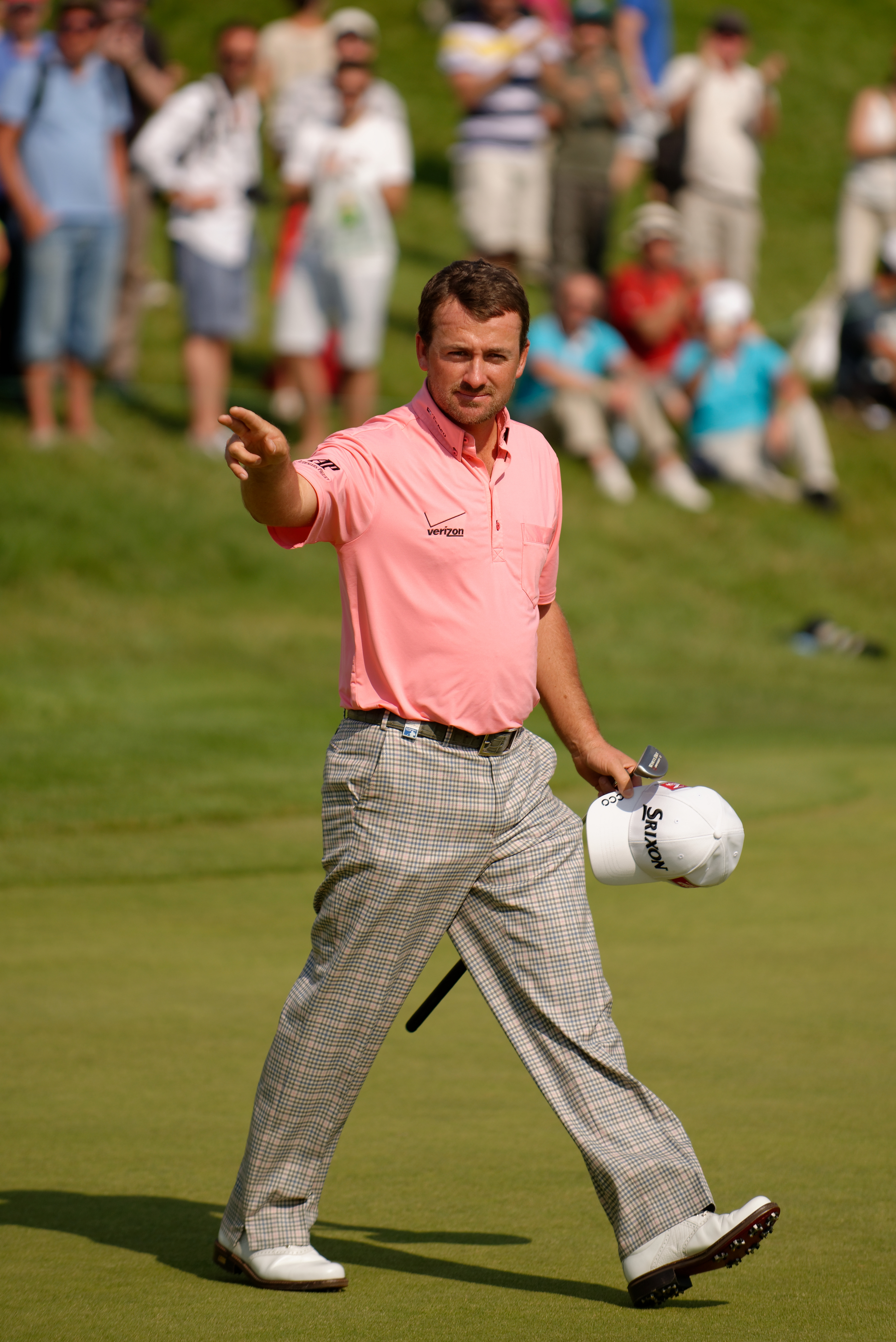
Graeme McDowell en el Abierto de Francia 2013

Graeme McDowell (Portrush; 30 de julio de 1979) es un golfista británico que juega profesionalmente desde 2002. En torneos mayores, venció en el Abierto de los Estados Unidos de 2010 y fue segundo en 2012, a la vez que acabó quinto en el Abierto Británico de 2012, noveno en el Abierto Británico de 2014 y décimo en el Campeonato de la PGA de 2009.
En tanto, resultó tercero en el WGC-HSBC Champions de 2011 y 2013, tercero en el WGC-Campeonato Cadillac de 2013, quinto en el WGC Match Play de 2013 y 2014 y sexto en el WGC-Campeonato Cadillac de 2005 y 2010.
En el European Tour, McDowell ha logrado diez victorias y 56 top 10. Entre sus triunfos se destacan el Abierto de Escocia, el Andalucía Valderrama Masters de 2010, el Campeonato Mundial de Match Play de 2013 y el Abierto de Francia de 2013 y 2014. Ha resultado segundo en la Orden del Mérito de 2010, cuarto en 2013, quinto en 2008 y sexto en 2004.
El norirlandés también ha logrado un triunfo oficial en el Heritage de 2013 del PGA Tour, y dos oficiales en el World Challenge de 2010 y 2012. También fue segundo en el Bay Hill Invitational de 2005, World Challenge de 2009 y Arnold Palmer Invitational de 2012.
Por otra parte, ha jugado cuatro ediciones de la Copa Ryder, logrando 9 puntos en 15 partidos para la selección europea, y el Trofeo Seve de 2005 y 2009, donde consiguió 6,5 puntos para la selección británico-irlandesa.
McDowell fue número 4 en la clasificación mundial de golfistas en 2011, y ha estado 54 semanas entre los diez primeros y 200 semanas entre los veinte primeros. En 2011 fue nombrado Miembro de la Orden del Imperio Británico.

## Inicios y European Tour
Luego de estudiar en la Universidad Queen’s de Belfast, McDowell se mudó a Estados Unidos y jugó para los UAB Blazers, logrando el premio Haskins al mejor golfista universitario. También representó a Gran Bretaña e Irlanda en la Copa Walker de 2001.
En 2002 se convirtió en profesional y ganó en su cuarta aparición en el European Tour. En 2003 superó 12 cortes en 23 torneos. En 2004 obtuvo una victoria, dos segundos puestos, dos terceros y nueve top 10, además de superar 26 cortes, por lo que acabó sexto en la Orden del Mérito.
El norirlandés resultó 34º, 58.º y 37.º las siguientes temporadas del European Tour, sin lograr victorias. En 2008 logró dos victorias, ocho top 10 y 22 cortes superados, lo que lo alzó a la quinta colocación final. El golfista cayó de nuevo a la 33.ª posición en 2009.
McDowell acumuló tres victorias, nueve top 10 y 23 cortes superados en el European Tour de 2010, destacándose el primer puesto en el Abierto de los Estados Unidos celebrado en Pebble Beach. Así, se ubicó segundo en la Orden del Mérito y recibió el premio al Golfista del Año del circuito europeo. En 2011 bajó su rendimiento al obtener solamente cinco top 10, por lo que se colocó 16º en la clasificación final.
En el European Tour de 2012, el norirlandés acabó segundo dos veces y consiguió otros dos top 10. Esto le bastó para terminar noveno en la Orden del Mérito. En 2013 obtuvo dos victorias y cinco top 10 en 14 participaciones, quedando así cuarto en la lista de ganancias.

## PGA Tour
McDowell jugó en 14 torneos del PGA Tour 2005, logrando tres top 10 y diez cortes superados. En 2006 logró superar solamente ocho cortes en 15 participaciones. 
Este golfista volvió a jugar regularmente en el PGA Tour 2009, consiguiendo dos top 10 y superando el corte en sus once torneos. En 2010 obtuvo dos top 10 en diez torneos, lo que le colocó 50.º en la lista de ganancias.
En 2011, el norirlandés logró tres top 10 en 16 torneos, quedando así 86.º. En 2012 obtuvo cuatro top 10, ocho top 25 y 13 cortes superados, lo que le permitió terminar 31.º en la lista de ganancias. En 2013 logró cuatro top 10 y 11 cortes superados, para quedar 28.º en la lista de ganancias.
En el 2019 ganó el Campeonato Corales Puntacana Resort & Club y su primer título del PGA Tour desde noviembre de 2015, cerrando con un 69 de 3 bajo par, para una victoria de un golpe sobre Chris Stroud y Mackenzie Hughes.